# Villa Mix - 4.ª Edição
Villa Mix - 4ª Edição é um álbum ao vivo e a quarta edição do projeto Festival Villa Mix lançado oficialmente no dia 13 de novembro de 2015 pela Som Livre. Essa edição contém as apresentações dos sertanejos Jorge & Mateus, Victor & Leo, Zezé Di Camargo & Luciano, Cristiano Araújo, Luan Santana, Gusttavo Lima, Israel Novaes e Matheus & Kauan. Villa Mix 2015 é uma celebração do sertanejo nacional, um acervo de apresentações para amantes do sertanejo.

## Faixas
| CD  | |                           |         |  |
| N.º | Título | Artista                   | Duração |  |
| 1.  | "Os Anjos Cantam" | Jorge & Mateus            | 3:12    |  |
| 2.  | "Cê Que Sabe" | Cristiano Araújo          | 2:28    |  |
| 3.  | "Tudo Que Você Quiser" | Luan Santana              | 3:54    |  |
| 4.  | "Mente Pra Mim" | Israel Novaes             | 3:21    |  |
| 5.  | "Na Linha do Tempo" | Victor & Leo              | 3:42    |  |
| 6.  | "Se Tem Paixão" | Matheus & Kauan           | 3:44    |  |
| 7.  | "Fui Fiel" | Gusttavo Lima             | 1:32    |  |
| 8.  | "No Dia Em Que Eu Saí de Casa" | Zezé Di Camargo & Luciano | 3:18    |  |
| 9.  | "Pot-Pourri: Querendo Te Amar / De Tanto Te Querer / O Mundo é Tão Pequeno / Um Dia Te Levo Comigo / Se Eu Chorar / Aí Já Era / Coisas de Quem Ama" | Jorge & Mateus            | 6:19    |  |
| 10. | "Goodbye" | Matheus & Kauan           | 3:17    |  |
| 11. | "Maus Bocados" | Cristiano Araújo          | 3:07    |  |
| 12. | "Vai Entender" | Israel Novaes             | 3:34    |  |
| 13. | "Jejum de Amor" | Gusttavo Lima             | 2:40    |  |
| 14. | "O Nosso Tempo é Hoje" | Luan Santana              | 3:24    |  |
| 15. | "Borboletas" | Victor & Leo              | 3:13    |  |
| 16. | "É o Amor" | Zezé Di Camargo & Luciano | 3:54    |  |

| CD Deluxe | |                           |         |  |
| N.º       | Título | Artista                   | Duração |  |
| 1.        | "Abertura / Tia Vou Pegar Sua Filha" | Israel Novaes             |         |  |
| 2.        | "Vó Tô Estourado" | Israel Novaes             |         |  |
| 3.        | "Vai Entender" | Israel Novaes             |         |  |
| 4.        | "Mente Pra Mim" | Israel Novaes             |         |  |
| 5.        | "Na Linha do Tempo" | Victor & Leo              |         |  |
| 6.        | "Borboletas" | Victor & Leo              |         |  |
| 7.        | "Fada" | Victor & Leo              |         |  |
| 8.        | "Tudo Que Você Quiser" | Luan Santana              |         |  |
| 9.        | "Cê Topa" | Luan Santana              |         |  |
| 10.       | "Te Esperando" | Luan Santana              |         |  |
| 11.       | "O Nosso Tempo é Hoje" | Luan Santana              |         |  |
| 12.       | "Maus Bocados" | Cristiano Araújo          |         |  |
| 13.       | "Cê Que Sabe" | Cristiano Araújo          |         |  |
| 14.       | "É com Ela que Eu Estou" | Cristiano Araújo          |         |  |
| 15.       | "Perdeu o Cara Errado" | Cristiano Araújo          |         |  |
| 16.       | "Maus Bocados (Encerramento)" | Cristiano Araújo          |         |  |
| 17.       | "Pot-Pourri: Nocaute / Logo Eu" | Jorge & Mateus            |         |  |
| 18.       | "Pot-Pourri: Querendo Te Amar / De Tanto Te Querer / O Mundo é Tão Pequeno / Um Dia Te Levo Comigo / Se Eu Chorar / Aí Já Era / Coisas de Quem Ama" | Jorge & Mateus            |         |  |
| 19.       | "Os Anjos Cantam" | Jorge & Mateus            |         |  |
| 20.       | "Calma" | Jorge & Mateus            |         |  |
| 21.       | "Enquanto Houver Razões" | Jorge & Mateus            |         |  |
| 22.       | "Segunda Opção" | Matheus & Kauan           |         |  |
| 23.       | "Sou Ciumento Mesmo" | Matheus & Kauan           |         |  |
| 24.       | "Se Tem Paixão" | Matheus & Kauan           |         |  |
| 25.       | "Goodbye" | Matheus & Kauan           |         |  |
| 26.       | "Jejum de Amor" | Gusttavo Lima             |         |  |
| 27.       | "Fui Fiel" | Gusttavo Lima             |         |  |
| 28.       | "No Dia Em Que Eu Saí de Casa" | Zezé Di Camargo & Luciano |         |  |
| 29.       | "É o Amor" | Zezé Di Camargo & Luciano |         |  |
| 30.       | "A Ferro e Fogo" | Zezé Di Camargo & Luciano |         |  |

| DVD | |                  |         |  |
| N.º | Título | Artista          | Duração |  |
| 1.  | "Abertura / Tia Vou Pegar Sua Filha" | Israel Novaes    |         |  |
| 2.  | "Vó Tô Estourado" | Israel Novaes    |         |  |
| 3.  | "Vai Entender" | Israel Novaes    |         |  |
| 4.  | "Mente Pra Mim" | Israel Novaes    |         |  |
| 5.  | "Na Linha do Tempo" | Victor & Leo     |         |  |
| 6.  | "Borboletas" | Victor & Leo     |         |  |
| 7.  | "Fada" | Victor & Leo     |         |  |
| 8.  | "Tudo Que Você Quiser" | Luan Santana     |         |  |
| 9.  | "Cê Topa" | Luan Santana     |         |  |
| 10. | "Te Esperando" | Luan Santana     |         |  |
| 11. | "O Nosso Tempo é Hoje" | Luan Santana     |         |  |
| 12. | "Maus Bocados" | Cristiano Araújo |         |  |
| 13. | "Cê Que Sabe" | Cristiano Araújo |         |  |
| 14. | "É com Ela que Eu Estou" | Cristiano Araújo |         |  |
| 15. | "Perdeu o Cara Errado" | Cristiano Araújo |         |  |
| 16. | "Maus Bocados (Encerramento)" | Cristiano Araújo |         |  |
| 17. | "Pot-Pourri: Nocaute / Logo Eu" | Jorge & Mateus   |         |  |
| 18. | "Pot-Pourri: Querendo Te Amar / De Tanto Te Querer / O Mundo é Tão Pequeno / Um Dia Te Levo Comigo / Se Eu Chorar / Aí Já Era / Coisas de Quem Ama" | Jorge & Mateus   |         |  |
| 19. | "Os Anjos Cantam" | Jorge & Mateus   |         |  |
| 20. | "Calma" | Jorge & Mateus   |         |  |
| 21. | "Enquanto Houver Razões" | Jorge & Mateus   |         |  |
| 22. | "Segunda Opção" | Matheus & Kauan  |         |  |
| 23. | "Sou Ciumento Mesmo" | Matheus & Kauan  |         |  |
| 24. | "Se Tem Paixão" | Matheus & Kauan  |         |  |
| 25. | "Goodbye" | Matheus & Kauan  |         |  |
| 26. | "Jejum de Amor" | Gusttavo Lima    |         |  |
| 27. | "Fui Fiel" | Gusttavo Lima    |         |  |

## Desempenho nas tabelas musicais

### CD
| Parada musical (2016)        | Melhor posição |
| ---------------------------- | -------------- |
| Brasil (TOP 20 Semanal ABPD) | 10             |

### DVD
| Parada musical (2015-2016)   | Melhor posição |
| ---------------------------- | -------------- |
| Brasil (TOP 20 Semanal ABPD) | 1              |